# Seling (Karangsambung)
Seling is een bestuurslaag in het regentschap Kebumen van de provincie Midden-Java, Indonesië. Seling telt 1224 inwoners (volkstelling 2010).